# Ōtagaki Rengetsu
Ōtagaki Rengetsu (太田垣 蓮月 Thái Điền Viên Liên Nguyệt, ngày 10 tháng 2 năm 1791 – ngày 10 tháng 12 năm 1875) là ni cô được nhiều người coi là một trong những nhà thơ Nhật Bản vĩ đại nhất vào cuối thời Edo đầu thời Minh Trị. Bên cạnh đó, bà cũng là thợ gốm, họa sĩ lành nghề và nhà thư pháp lão luyện.

## Tiểu sử

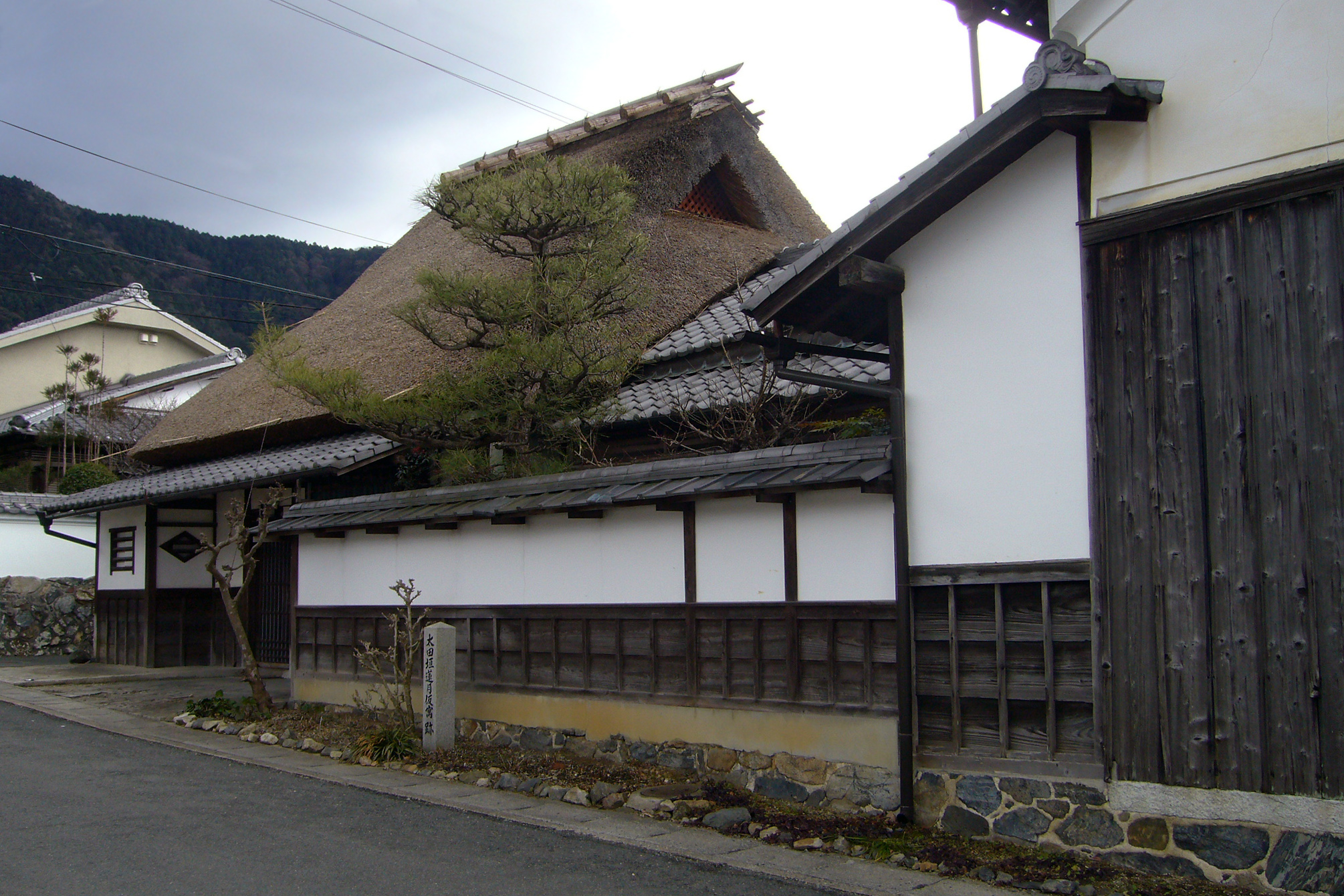
Ōtagaki Rengetsu Kagu-ato trước cổng chùa Daigo-ji ở Kyoto

Rengetsu vốn là đứa con rơi xuất thân từ giới công khanh. Chào đời trong một gia đình samurai có liên quan đến dòng tộc Tōdō, bà được nhà Ōtagaki nhận nuôi khi còn nhỏ. Về sau, bà vâng lệnh cha nuôi vào làm thị nữ ở thành Kameoka từ năm lên 7 cho đến khi đủ 16 tuổi thì kết hôn. Bà lấy chồng tới hai lần và có năm đứa con.
Thế nhưng chồng bà đột nhiên qua đời vào năm 1823. Bà tình nguyện xuất gia đi tu ở tuổi ba mươi sau khi chôn cất cả hai người chồng, con cái, mẹ kế và anh trai kế của mình. Ngay cả người cha nuôi cũng cạo đầu đi tu cùng bà. Ōtagaki vào chùa Chion-in làm ni cô lấy pháp danh là Rengetsu ("Trăng Sen"). Bà vẫn ở lại Chion-in trong gần mười năm rồi tới sống ở một số ngôi chùa khác trong suốt ba thập kỷ sau này, cho đến năm 1865 thì mới định cư tại chùa Jinkō-in sống nốt phần đời còn lại của mình.
Do thân phận là phụ nữ nên bà chỉ được phép sống trong một ngôi chùa có vài năm mà thôi. Sau đó bà đành phải sống tạm bợ tại những túp lều nhỏ xíu và đi lại khá nhiều nơi đến mức mang biệt danh "Rengetsu chuyển nhà". Rengetsu được người đời công nhận là một bậc thầy võ thuật do cha nuôi của bà huấn luyện từ khi còn nhỏ. Nhà Otagaki nổi tiếng là những bậc thầy chuyên dạy về ninja. Bà còn được tạo điều kiện theo học các môn võ thuật như jujutsu, naginatajutsu, kenjutsu và kusarigama.

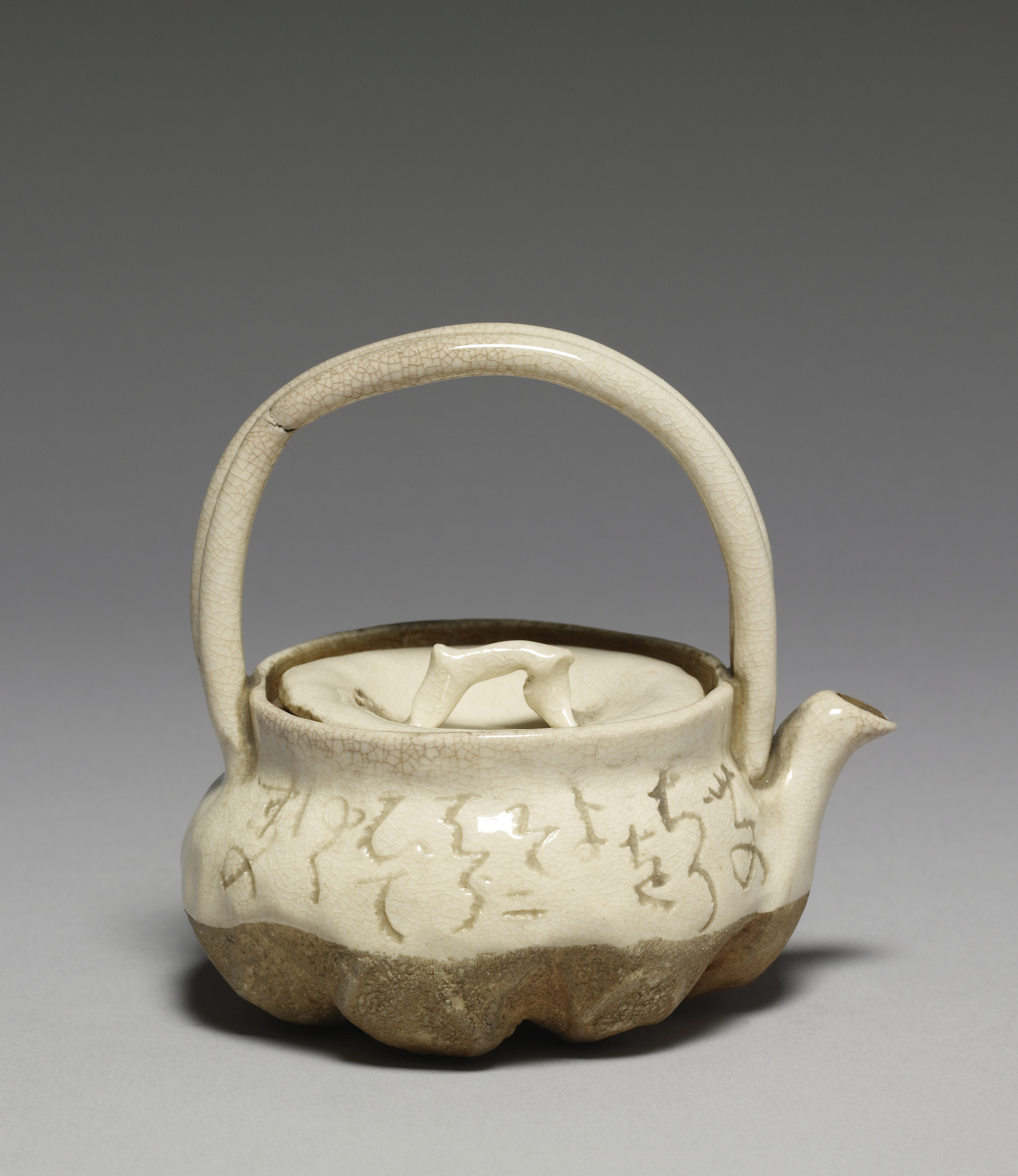
Cái ấm gốm Rengetsu dùng pha trà ngâm (kyūsu) có khắc một bài thơ waka của Ōtagaki Rengetsu, đồ gốm đá tráng men tro rơm rạ. Cuối thời Edo đầu thời Minh Trị giữa thế kỷ 19

Dù được hậu thế biết đến nhiều nhất với tư cách là nhà thơ waka, Rengetsu còn thành công trong ca vũ, thêu thùa, vài môn võ thuật và trà đạo. Bà ngưỡng mộ và học hỏi viết văn làm thơ theo một số thi sĩ lớn đương thời như Ozawa Roan và Ueda Akinari, và sau này còn trở thành người bạn thân thiết và cố vấn suốt đời của họa sĩ Tomioka Tessai. Một số tác phẩm của Tessai dù là do ông vẽ lấy đều có ẩn chứa cả phần thư pháp của Rengetsu.
Đồ gốm sứ của bà trở nên nổi tiếng đến nỗi nó vẫn được tiếp tục ngay cả sau khi bà qua đời với tên gọi là đồ gốm Rengetsu. Tác phẩm của Rengetsu (cả gốm sứ và thư pháp) đều được lưu giữ tại một số bảo tàng trên toàn thế giới, bao gồm Bảo tàng Nghệ thuật Birmingham, Bảo tàng Nghệ thuật Quận Los Angeles, Bảo tàng Nghệ thuật Harn, Bảo tàng Nghệ thuật Saint Louis, Bảo tàng Nghệ thuật Đại học Michigan, Bảo tàng Nghệ thuật Walters, Bảo tàng Nghệ thuật Harvard, Bảo tàng Anh, và Bảo tàng Maidstone.